# Leonie Küng
Leonie Küng, née le 21 octobre 2000 à Beringen, est une joueuse de tennis suisse, professionnelle depuis 2016.

## Biographie
Leonie Küng est entraînée depuis ses débuts par son père, vétérinaire et éleveur de chevaux.

## Carrière
En 2018, Leonie Küng atteint la finale du tournoi junior de Wimbledon après être sortie des qualifications. Elle est battue par Iga Świątek (6-4, 6-2).
En 2020, elle dispute sa première finale sur le circuit WTA à Hua Hin. Elle s'incline en 1 h 16 de jeu (3-6, 2-6) face à la Polonaise Magda Linette. Elle disputait seulement son deuxième tournoi WTA. Ce résultat lui permet de faire son entrée dans le top 200 à la 156e place.
Sur le circuit ITF, elle a remporté 5 titres en simple et 4 en double.

## Palmarès

### Finale en simple dames
| No | Date       | Nom et lieu du tournoi                     | Catégorie | Dotation  | Surface    | Finaliste     | Score    |          |
| -- | ---------- | ------------------------------------------ | --------- | --------- | ---------- | ------------- | -------- | -------- |
| 1  | 10-02-2020 | GSB Thailand Open presented by E@, Hua Hin | Intern'l  | 251 750 $ | Dur (ext.) | Magda Linette | 6-3, 6-2 | Parcours |

### Titre en double en WTA 125
| No | Date       | Nom et lieu du tournoi | Catégorie | Dotation  | Surface      | Partenaire       | Finalistes                          | Score            |          |
| -- | ---------- | ---------------------- | --------- | --------- | ------------ | ---------------- | ----------------------------------- | ---------------- | -------- |
| 1  | 05-07-2021 | Nordea Open Båstad     | WTA 125   | 115 000 $ | Terre (ext.) | Mirjam Björklund | Tereza Mihalíková Kamilla Rakhimova | 5-7, 6-3, [10-5] | Parcours |

## Parcours en Grand Chelem

### En simple dames
| Année | Open d'Australie | Open d'Australie    | Internationaux de France | Internationaux de France | Wimbledon | Wimbledon     | US Open | US Open        |
| ----- | ---------------- | ------------------- | ------------------------ | ------------------------ | --------- | ------------- | ------- | -------------- |
| 2020  | —                | —                   | Q2                       | Daniela Seguel           | Annulé    | Annulé        | —       | —              |
| 2021  | Q1               | Liudmila Samsonova  | Q1                       | Stefanie Vögele          | Q1        | Ellen Perez   | Q1      | Réka Luca Jani |
| 2022  | Q1               | Ekaterine Gorgodze  | —                        | —                        | —         | —             | —       | —              |
| 2025  | Q1               | Elena-Gabriela Ruse | Q1                       | Hanna Chang              | Q2        | Priscilla Hon |         |                |

N.B. : à droite du résultat se trouve le nom de l'ultime adversaire.

## Classements WTA en fin de saison
| Année          | 2016 | 2017 | 2018 | 2019 | 2020 | 2021 | 2022 | 2023 | 2024 |
| Rang en simple | 879  | 611  | 446  | 327  | 157  | 163  | 575  | 446  | 227  |
| Rang en double | 862  | 796  | 397  | 423  | 333  | 270  | 443  | 469  | 248  |

Source : (en) Classements de Leonie Küng sur le site officiel de la Fédération internationale de tennis